# 宝贝 (贾斯汀·比伯歌曲)
〈宝贝〉是加拿大歌手贾斯汀·比伯與說唱歌手卢达克里斯共同演唱的歌曲。由贾斯汀·比伯、克里斯托弗·「狡猾」·斯圖爾特、克里斯多福·布里奇斯、克里斯蒂娜·米蓮、特留斯·纳什創作，作為贾斯汀·比伯专辑《我的全世界2.0》的首張單曲發行，於2010年1月18日開放音樂下載。
歌曲發行後廣受樂評稱讚，乐评人们稱讚歌詞與副歌強而有力，並讚揚卢达克里斯的說唱段落。商業方面，歌曲獲得巨大的成功，榮獲法國與蘇格蘭榜單冠軍，並在澳大利亞、巴西、加拿大、愛爾蘭、日本、紐西蘭、挪威、英國和美國名列前茅。截至2013年5月，歌曲在美國達到390萬次下載量，獲得美國唱片業協會鑽石唱片認證。
〈寶貝〉的音樂錄影帶是最多觀看次數的YouTube影片之一，它在2010年7月超越Lady Gaga的〈罗曼死〉成為觀看次數最多的YouTube影片，直到2012年11月被PSY的〈江南Style〉超越。〈寶貝〉的音樂錄影帶也是YouTube最不受喜歡的影片之一，影片連續8年成為最不受喜歡的YouTube影片，並獲得金氏世界紀錄，直到被2018年YouTube年度回顧超越，截至2021年9月〈寶貝〉的音樂錄影帶是最不受喜歡的YouTube影片第3名。

## 製作與發行
〈寶貝〉属流行歌曲，時長3分36秒，以贾斯汀·比伯充滿节奏布鲁斯特色的聲音構成，歌曲每分鐘132拍，採用降E大調創作，比伯的音域範圍位在G3至C5。
詞曲由贾斯汀·比伯、克里斯托弗·「狡猾」·斯圖爾特、克里斯多福·布里奇斯、克里斯蒂娜·米蓮、特留斯·纳什共同創作。歌詞闡述了比伯的初戀，並以不斷重複的「寶貝」為特色。《告示牌》形容比伯用其堅定清澈的歌聲唱著自己的初戀。
比伯在2009年12月28日在MuchMusic首度現場表演〈寶貝〉。歌曲在隔年1月18日於iTunes上開放音樂下載，26日登上電台。

## 專業評價
歌曲獲得樂評普遍好評。《纽约时报》表示歌曲成功捕捉到了青春愛情的酸甜苦辣。數碼間諜的尼克·列維（Nick Levine）表示這首和比伯此前的作品比起來不算太好，但「狡猾」與The-Dream的製作讓歌曲更加樸實，並展現了青少年愛情的宏大。《滾石》的喬迪·羅森讚揚歌曲的嘟·喔普曲風、1950年代美學與节奏布鲁斯演唱。《告示牌》稱讚了卢达克里斯的說唱段落，称即便只是簡短的客串也為歌曲帶來了轉折，但《波士頓環球報》的盧克·奧尼爾（Luke O'Neill）则有不同看法。他表示卢达克里斯的客串根本是搞笑，儘管歌曲朗朗上口，但基本上是首過時的音樂作品。

## 商業成績
〈寶貝〉空降《告示牌》Billboard Hot 100第5名，为贾斯汀·比伯、卢达克里斯兩人當時成績最好的歌曲，並在榜长达20周。在其他国家和地区，〈寶貝〉獲得澳大利亞、加拿大與英國榜单季軍，歐洲榜单亞軍及法國與蘇格蘭榜單冠軍。
〈寶貝〉为當時最熱賣的單曲。2010年8月，歌曲售出超過200萬套，并獲得美國唱片業協會雙白金認證。2013年5月，歌曲数字下载累計超過390萬次，隨著美國唱片業協會改變规则將串流納入認證，最終〈寶貝〉獲得十二項白金唱片认证，打破了艾爾頓·強歌曲〈风中之烛1997〉創下的十一項白金唱片紀錄

## 音樂錄影帶

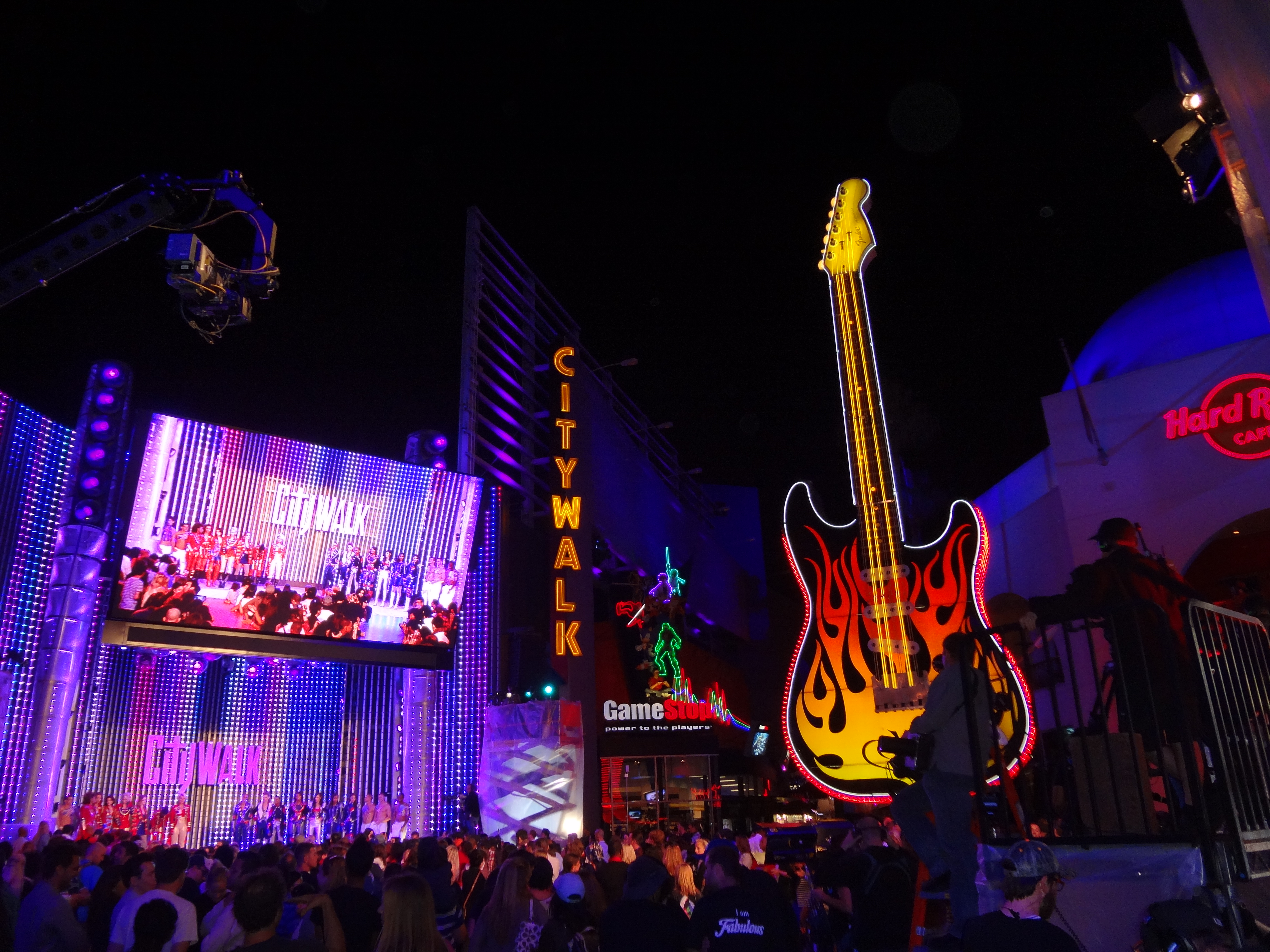
在MV裡，可以看到環球城市大道標誌性的巨大吉他

〈寶貝〉的音樂錄影帶（MV）於2010年1月25日在洛杉磯的環球城市大道拍攝，導演為雷·凱。2010年2月19日，在Vevo上獨家首映。影片主要讲述了發生贾斯汀·比伯在保齡球場等地遇到一個女孩，最後在一陣熱舞中，比伯成功約到女孩并手牽手走向遠方。卢达克里斯表示视频基本上就是2010年版的〈你给我的感觉〉。
〈寶貝〉的MV是最多觀看次數的YouTube影片之一，它在2010年7月超越Lady Gaga的〈罗曼死〉成為觀看次數最多的YouTube影片，而直到2012年11月被PSY的〈江南Style〉超越。截至2020年7月，〈寶貝〉在YouTube已經超過20億次觀看人數。
〈寶貝〉的MV亦是YouTube最不受喜歡的影片之一，曾連續8年当选最不受喜歡的YouTube影片，並獲得金氏世界紀錄認證，直到被2018年YouTube年度回顧用6天時間超越，目前〈寶貝〉的音樂錄影帶排在最不受喜歡的YouTube影片第3名。

## 曲目
| 美國數位下載 | 美國數位下載                 | 美國數位下載 |
| 曲序         | 曲目                         | 时长         |
| ------------ | ---------------------------- | ------------ |
| 1.           | Baby（featuring 卢达克里斯） | 3:34         |

| 澳大利亞數位下載 | 澳大利亞數位下載             | 澳大利亞數位下載 |
| 曲序             | 曲目                         | 时长             |
| ---------------- | ---------------------------- | ---------------- |
| 1.               | Baby（featuring 卢达克里斯） | 3:36             |
| 2.               | Baby（音樂錄影帶）           | 3:39             |

| 英國Chipmunk混音 | 英國Chipmunk混音                            | 英國Chipmunk混音 |
| 曲序             | 曲目                                        | 时长             |
| ---------------- | ------------------------------------------- | ---------------- |
| 1.               | Baby（Chipmunk Remix) (featuring Chipmunk） | 3:41             |

## 參與名單
資料取自Tidal與Music Notes。
- 製作人 – 克里斯托弗·「狡猾」·斯圖爾特（英语：Tricky Stewart）、庫克·哈雷爾（英语：Kuk Harrell）、特留斯·纳什
- 作詞作曲 – 贾斯汀·比伯、克里斯托弗·「狡猾」·斯圖爾特、克里斯多福·布里奇斯、克里斯蒂娜·米蓮、特留斯·纳什
- 額外鍵盤 – 蒙特·紐伯勒（Monte Neuble）
- 專業混音 – 詹卡洛·利诺（Giancarlo Lino）
- 聯合表演者 – 蒙特·紐伯勒
- 助理錄音工程師 – 凱文·波特（Kevin Porter）、路易斯·纳瓦罗（Luis Navarro）
- 工程師 – 安德鲁·伍珀（Andrew Wuepper）、布赖恩·托马斯（Brian Thomas）、凱利·希恩（Kelly Sheehan）、帕特·特瑞爾（Pat Thrall）
- 合作藝術家 – 卢达克里斯
- 混音 – 杰森·乔舒亚（Jaycen Joshua）
- 錄音工程師 – 乔舒亚·蒙鲁瓦（Joshua Monroy）
- 工作室人員 – 安德鲁·伍珀、布赖恩·托马斯（B-Luv）、詹卡洛·利诺、杰森·乔舒亚、乔舒亚·蒙鲁瓦、凱利·希恩、凱文·波特、路易斯·纳瓦罗、帕特·特瑞爾

## 榜單表現
| 榜單（2010年）                           | 最高 排名 |
| ---------------------------------------- | --------- |
| 澳大利亞（澳大利亞唱片業協會單曲榜）     | 3         |
| 奧地利（Ö3四十強單曲榜）                 | 47        |
| 比利时佛兰德（Ultratop單曲榜）           | 12        |
| 比利時瓦隆（Ultratop單曲榜）             | 13        |
| 巴西（克勞利廣播分析公司電台榜）         | 4         |
| 加拿大（Canadian Hot 100）               | 3         |
| 捷克（電台百大單曲榜）                   | 20        |
| 丹麥（Tracklisten）                      | 13        |
| 欧洲（European Hot 100 Singles）         | 2         |
| 法國（法國唱片出版業公會單曲榜）         | 1         |
| 德國（德國官方單曲榜）                   | 22        |
| 匈牙利（四十強單曲榜）                   | 9         |
| 愛爾蘭（愛爾蘭唱片協會榜）               | 7         |
| 以色列（媒体森林）                       | 5         |
| 日本（Japan Hot 100）                    | 2         |
| 荷蘭（荷蘭四十強單曲榜）                 | 23        |
| 荷蘭（荷蘭百大單曲榜）                   | 23        |
| 新西兰（新西兰官方音乐榜）               | 4         |
| 挪威（世界之路榜單）                     | 3         |
| 蘇格蘭（官方榜單公司）                   | 1         |
| 斯洛伐克（電台百大單曲榜）               | 10        |
| 韓國（Gaon單曲榜）                       | 64        |
| 西班牙（PROMUSICAE）                     | 34        |
| 瑞典（瑞典最熱榜）                       | 25        |
| 瑞士（瑞士熱門音樂榜）                   | 25        |
| 英國（官方榜單公司單曲榜）               | 3         |
| 英國（官方榜單公司節奏藍調榜）           | 2         |
| 美國（Billboard Hot 100）                | 5         |
| 美國（《告示牌》Dance Mix/Show Airplay） | 24        |
| 美國（《告示牌》Hot R&B/Hip-Hop Songs）  | 96        |
| 美國（《告示牌》Latin Pop Songs）        | 31        |
| 美國（《告示牌》Pop Songs）              | 16        |
| 美國（《告示牌》Rhythmic Songs）         | 11        |

| 榜單（2010年）                   | 排名 |
| -------------------------------- | ---- |
| 澳大利亞（澳大利亞唱片業協會）   | 35   |
| 比利时佛兰德（Ultratop單曲榜）   | 56   |
| 比利時瓦隆（Ultratop單曲榜）     | 48   |
| 加拿大（Canadian Hot 100）       | 61   |
| 欧洲（European Hot 100 Singles） | 15   |
| 法國（法國唱片出版業公會）       | 4    |
| 日本（Japan Hot 100）            | 18   |
| 英國（官方榜單公司單曲榜）       | 47   |
| 美國（Billboard Hot 100）        | 44   |

## 銷量認證
| 地區                                                                       | 认证     | 认证单位/销量 |
| -------------------------------------------------------------------------- | -------- | ------------- |
| 澳大利亚（澳大利亚唱片业协会）                                             | 8× 白金  | 560,000‡      |
| 比利时（比利時唱片音樂協會）                                               | 金       | 15,000*       |
| 巴西（巴西唱片業協會）                                                     | 4× 钻石  | 1,000,000‡    |
| 加拿大（加拿大音乐协会）                                                   | 2× 白金  | 160,000*      |
| 丹麦（國際唱片業協會丹麥分會）                                             | 白金     | 90,000‡       |
| 德国（聯邦音樂產業協會）                                                   | 金       | 150,000‡      |
| 意大利（意大利音乐产业联盟）                                               | 金       | 35,000‡       |
| 日本（日本唱片協會） 電腦發行(單曲)                                        | 金       | 100,000*      |
| 日本（日本唱片協會） 手機鈴聲完整版                                        | 金       | 100,000*      |
| 新西兰（新西兰唱片音乐协会）                                               | 白金     | 15,000        |
| 挪威（國際唱片業協會挪威分会）                                             | 3× 白金  | 30,000*       |
| 西班牙（西班牙音樂製作協會）                                               | 金       | 30,000‡       |
| 英国（英国唱片业协会）                                                     | 2× 白金  | 1,200,000‡    |
| 美国（美國唱片業協會）                                                     | 12× 白金 | 3,900,000     |
| 串流                                                                       |          |               |
| 丹麦（國際唱片業協會丹麥分會）                                             | 金       | 900,000†      |
| *僅含認證的實際銷量 ^僅含認證的出貨量 ‡僅含認證的+實際銷量 †僅含認證的銷量 |          |               |